# استبيان تقريري ذاتي
استبيان تقريري ذاتي هو نوع من الاختبارات النفسية حيث يقوم الشخص بملء استبيان أو استبيان بمساعدة أو بدون مساعدة باحث. غالبًا ما يطرح هذا النوع أسئلة مباشرة حول الاهتمامات الشخصية والقيم والأعراض والسلوكيات والسمات أو أنواع الشخصية. يختلف عن الاختبارات في أنه لا توجد إجابة صحيحة موضوعيًا؛ تستند الاستجابات إلى الآراء والتصورات الذاتية. معظمه يكون موجزًا ويمكن إجراؤه أو إدارته في غضون خمس إلى خمس عشرة دقيقة، على الرغم من أن بعضها، مثل استبيان مينيسوتا متعدد المراحل للشخصية (MMPI)، قد يستغرق عدة ساعات لإكماله بالكامل. وهي شائعة لأنها قد تكون غير مكلفة في تقديمها وتسجيل درجاتها، ويمكن أن تُظهر درجاتها غالبًا موثوقية جيدة.